# Dictionnaire Hachette
Le Dictionnaire Hachette est un dictionnaire de langue française publié par les éditions Hachette Livre. Il est publié pour la première fois en 1980.
Dernier arrivé, ce Dictionnaire Hachette constitue un concurrent direct pour Le Petit Larousse et Le Petit Robert.
Si le Petit Larousse comporte deux parties distinctes et le Petit Robert deux tomes distincts pour les noms communs (et autres catégories grammaticales : articles, verbes, pronoms…) et les noms propres, le Dictionnaire Hachette est composé d'une liste alphabétique unique comme le Robert illustré ou le Dictionnaire encyclopédique Auzou : par exemple, l'article calvados (eau-de-vie) y précède immédiatement l'article Calvados (département). 
Le Dictionnaire Hachette fait figurer les rectifications orthographiques du français en 1990 à la fin de l'article avec les formes obsolètes : par exemple, l'article gaieté se termine par la mention « VAR [à lire : Variantes] gaîté, gaité ».
Comme le Petit Larousse, le Petit Robert (noms communs), le Robert illustré ou le Dictionnaire encyclopédique Auzou, le Dictionnaire Hachette publie annuellement (en mai ou juin) une nouvelle édition de l’ouvrage qui porte le millésime de l’année suivante.
L'édition millésime 2023 comporte plus de 125 000 définitions, 25 000 noms propres, 3 000 illustrations + un mémento encyclopédique (mention de la couverture) ainsi que 600 mini articles encyclopédiques, le tout formant un ensemble comprenant 1 872 pages.

## Éditions récentes
- Dictionnaire Hachette encyclopédique édition 2001, Hachette Livre, 2000, XIV p.  + 2066 p.  + 31 p. , 24 cm,  (ISBN 2-01-28-0501-9)
- Dictionnaire Hachette encyclopédique Grand Format, Hachette Livre, 2001, XIV p.  + 1858 p. , 30 cm  (ISBN 2-01-280486-1)
- Dictionnaire Hachette édition 2003, Hachette Livre, 2002, 1858 p.   (ISBN 2-01-28-0519-1), 23 cm
- Dictionnaire Hachette édition 2006, Hachette Livre, 2005, 1858 p.   (ISBN 2-01-280570-1)[2]
- Dictionnaire Hachette édition 2005, Hachette Livre, 2004, 1858 p.   (ISBN 2-01-280562-0)
- Dictionnaire Hachette édition 2007, Hachette Livre, 2006, 1858 p.   (ISBN 2-01-280582-5)
- Dictionnaire Hachette édition 2008, Hachette Livre, 2007, 1812 p.   (ISBN 978-2-01-280586-6)
- Dictionnaire Hachette édition 2009, Hachette Livre, 2008, 1812 p.   (ISBN 978-2-01-281388-5), 24 cm
- Dictionnaire Hachette édition 2010, Hachette Livre, 2009, 1752 p.   (ISBN 978-2-01-281420-2)  (ISBN 978-2-01-281421-9)
- Dictionnaire Hachette édition 2011, Hachette Livre, 2010
- Dictionnaire Hachette édition 2012, Hachette Livre, 2011, 1812 pages  (ISBN 978-2-01-281471-4) ; 24 × 16 cm
- Dictionnaire Hachette édition 2014, Hachette Livre, 2013, 1852 pages  (ISBN 978-2-01-281517-9) ; 24 × 16 cm
- Dictionnaire Hachette édition 2015, Hachette Livre, 2014, 1852 pages  (ISBN 978-2-01-281544-5) ; 24 × 16 cm
- Dictionnaire Hachette édition 2017, Hachette Livre, 2016, 1852 pages  (ISBN 978-2-01-395105-0), 24 × 16 cm
- Dictionnaire Hachette, Vanves, Hachette Éducation, coll. « Dictionnaires généralistes de français », édition 2018 (parue le 21 juin 2017), 1872 p., 15,5 × 23,5 cm (ISBN 978-2-01-395112-8 et 2-01-395112-4).
- Collectif et Bénédicte Gaillard (dir.), Dictionnaire Hachette, Vanves, Hachette Éducation, coll. « Dictionnaires généralistes de français », édition 2019 (parue le 6 juin 2018), 1872 p., 15,8 × 23,5 cm (ISBN 978-2-01-395132-6 et 2-01-395132-9)  — prix de l'ordre de 20 € .
- Dictionnaire Hachette : édition 2022, Hachette Livre, 2022, 1872 p. (ISBN 978-2-01-400675-9), 23,4 × 15,4 cm